# Alga Bisjkek
Alga Bisjkek is een Kirgizische voetbalclub uit de hoofdstad Bisjkek.
De club werd in 1947 opgericht en speelt in het Dynamo stadion, dat plaatst biedt aan 10.000 toeschouwers. De club won vijf keer het voetbalkampioenschap van Kirgizië en negen keer de beker van Kirgizië. De club veranderde meermaals van naam en hield in 2005 op te bestaan. In 2010 werd de club heropgericht.

## Historische namen
- 1947: FC Zenit Froenze.
- 1950: FC Trudovye Rezervy Froenze.
- 1953: FC Iskra Froenze.
- 1955: FC Spartak Froenze.
- 1961: FC Alga Froenze.
- 1992: FC Alga Bisjkek.
- 1993: FC Alga-RIIF Bisjkek.
- 1994: FC Alga Bisjkek.
- 1996: FC Alga-PVO Bisjkek.
- 1998: FC SKA-PVO Bisjkek.
- 2004: FC SKA-Shoro Bisjkek.
- 2005: Opgeheven
- 2010: Heropgericht als FC Alga Bisjkek

## Erelijst
Landskampioen
1992, 1993, 2000, 2001, 2002
Bekerwinnaar
1992, 1993, 1997, 1998, 1999, 2000, 2001, 2002, 2003